# PARCA
Il PARCA è stato un missile francese sviluppato alla fine degli anni '50, con un unico gruppo divenuto operativo per breve tempo nell'esercito francese.
Era un missile d'intercettazione operativo fino a quote di 20 km e gittate di 32 km.
Lo sviluppo degli HAWK segnò la fine dell’impiego dei missili francesi a medio raggio, che per quanto fossero obsoleti, aprirono interessanti possibilità in campo missilistico.